# Лингвистическая антропология
Лингвистическая антропология — междисциплинарное исследование того, как язык влияет на общественную жизнь. Это ветвь антропологии, которая возникла в результате документирования исчезающих языков и выросла за XX век, охватывая большинство аспектов языковой структуры и использования.
Лингвистическая антропология исследует, как язык формирует взаимодействие, формирует социальную идентичность и групповую принадлежность, организует широкомасштабные культурные процессы и идеологии и развивает общее культурное представление о природных и социальных реалиях.

## История развития
Лингвистическая антропология возникла в результате разработки трех различных парадигм. Эти парадигмы определяют пути подхода к лингвистической антропологии: первая, теперь известная как «антропологическая лингвистика», фокусируется на документировании языков; вторая, известная как «лингвистическая антропология», занимается теоретическими исследованиями использования языка; третий, разработанный в 1980-х, изучает вопросы из других областей антропологии с помощью лингвистической тактики. Хотя они развивались последовательно, все три парадигмы все еще практикуются сегодня.

### Первая парадигма: антропологическая лингвистика
Первая парадигма известна как антропологическая лингвистика. Эта область исторически была посвящена уникальным для данной дисциплины темам: документирование языков, которые тогда считались обреченными на вымирание, с особым упором на языки коренных североамериканских племен. Это также парадигма, наиболее сфокусированная на лингвистике.
Темы включают в себя:
- Грамматическое описание
- Типологическая классификация
- Лингвистическая относительность

## Области, представляющие интерес
Современная лингвистическая антропология продолжает исследования во всех трех парадигмах, описанных выше: документирование языков, изучение языка через контекст и изучение идентичности с помощью лингвистических средств. Третья парадигма, изучение антропологических проблем, является особенно богатой областью изучения для современных лингвистических антропологов.

### Социализация
Исследование Шиффелин, выполненное в 1990-х годах, раскрыло социализирующую роль пасторов и других довольно новых новообращенных Босави в южном нагорье, в сообществе Папуа-Новой Гвинеи, которое она изучает. Пасторы ввели новые способы передачи знаний, новые лингвистические эпистемологические маркеры — и новые способы говорить о времени. И они боролись и сопротивлялись тем частям Библии, которые говорят о способности знать внутренние состояния других (например, Евангелие от Марка, глава 2, стихи 6-8).

### Идеологии
В третьем примере текущей (третьей) парадигмы, с тех пор как ученик Романа Якобсона Майкл Сильверстайн открыл путь, произошел расцвет работы, проделанной лингвистическими антропологами над основной антропологической темой идеологий, — в данном случае «языка идеологии», иногда определяемые как" общие понятия здравого смысла о природе языка в мире". Сильверстейн продемонстрировал, что эти идеологии — не просто ложное сознание, но фактически влияют на эволюцию языковых структур, в том числе исключая слова «thee» и «thou» из повседневного употребления английского языка.